# Jackie Condon
John Michael Condon, detto Jackie (Los Angeles, 25 marzo 1918 – Inglewood, 13 ottobre 1977), è stato un attore cinematografico statunitense, noto come attore bambino per aver interpretato il personaggio di Jackie nella serie cinematografica Simpatiche canaglie dal 1922 al 1929.

## Biografia
Nato John Michael Condon, iniziò la sua esperienza di attore bambino già nei primissimi anni di vita con presenze in film e cortometraggi. Nel 1922 a soli 4 anni fu chiamato a far parte del cast originario delle Simpatiche canaglie, interpretando il ruolo del monello "Jackie". Dal 1922 al 1929 girò 78 cortometraggi della fortunata serie, tutti i 66 prodotti in quegli anni dalla Pathé e quindi 12 con la MGM. Con l'avvento del sonoro Condon si ritira dalla scene nel 1929 a 10 anni, per far spazio ad una nuova generazione di piccoli protagonisti delle Simpatiche canaglie. Cessa così del tutto anche la sua esperienza di attore bambino.
Completati gli studi, Condon trovò la sua strada negli anni cinquanta, lavorando alla Rockwell International con l'amico d'infanzia Joe Cobb, anch'egli un veterano del cast delle Simpatiche canaglie.
Jackie Condon morì nel 1977 di cancro a 59 anni. Il suo corpo fu cremato per le esequie.

## Riconoscimenti
- Young Hollywood Hall of Fame (1920's)

## Filmografia

### Attore bambino, cinema muto (1919-29)
- Jinx (1919) - non accreditato
- A Convict's Happy Bride (1920) - cortometraggio
- Little Lord Fauntleroy (1921)
- At Your Service (1921) - cortometraggio
- Penrod (1921) - cortometraggio
- Dr. Jack (1922) - non accreditato
- Jus' Passin' Through (1923) - non accreditato
- Simpatiche canaglie (1922-29), 78 episodi:
  - 1. One Terrible Day (1922)
  - 2. Fire Fighters (1922)
  - 3. Our Gang (1922)
  - 4. Young Sherlocks (1922)
  - 5. Saturday Morning (1922)
  - 6. A Quiet Street (1922)
  - 7. The Champeen (1923)
  - 8. The Cobbler (1923)
  - 9. The Big Show (1923)
  - 10. A Pleasant Journey (1923)
  - 11. Boys to Board (1923)
  - 12. Giants vs. Yanks (1923)
  - 13. Back Stage (1923)
  - 14. Dogs of War (1923)
  - 15. Lodge Night (1923)
  - 16. July Days (1923)
  - 17. No Noise (1923)
  - 18. Stage Fright (1923)
  - 19. Derby Day (1923)
  - 20. Sunday Calm (1923)
  - 21. Tire Trouble (1924)
  - 22. Big Business (1924)
  - 23. The Buccaneers (1924)
  - 24. Seein' Things (1924)
  - 25. Commencement Day (1924)
  - 26. Cradle Robbers (1924)
  - 27. Jubilo, Jr. (1924)
  - 28. It's A Bear (1924)
  - 29. High Society (1924)
  - 30. The Sun Down Limited (1924)
  - 31. Every Man for Himself (1924)
  - 32. Fast Company (1924)
  - 33. The Mysterious Mystery! (1924)
  - 34. The Big Town (1925)
  - 35. Circus Fever (1925)
  - 36. Dog Days (1925)
  - 37. The Love Bug (1925)
  - 38. Shootin' Injuns (1925)
  - 39. Ask Grandma (1925)
  - 40. Official Officers (1925)
  - 41. Boys Will Be Joys (1925)
  - 42. Mary, Queen of Tots (1925)
  - 43. Your Own Back Yard (1925)
  - 44. Better Movies (1925)
  - 45. One Wild Ride (1925)
  - 46. Good Cheer (1926)
  - 47. Buried Treasure (1926)
  - 48. Monkey Business (1926)
  - 49. Baby Clothes (1926)
  - 50. Uncle Tom's Uncle (1926)
  - 51. Thundering Fleas (1926)
  - 52. Shivering Spooks (1926)
  - 53. The Fourth Alarm (1926)
  - 54. War Feathers (1926)
  - 55. Telling Whoppers (1926)
  - 56. Bring Home the Turkey (1927)
  - 57. Seeing the World (1927)
  - 58. Ten Years Old (1927)
  - 59. Love My Dog (1927)
  - 60. Tired Business Men (1927)
  - 61. Baby Brother (1927)
  - 62. The Glorious Fourth (1927)
  - 63. Olympic Games (1927)
  - 64. Yale vs. Harvard (1927)
  - 65. The Old Wallop (1927)
  - 66. Chicken Feed (1927)
  - 67. Heebee Jeebees (1927)
  - 68. Dog Heaven (1927)
  - 69. Playin' Hookey (1928)
  - 70. Spook Spoofing (1928)
  - 71. Rainy Days (1928)
  - 72. The Smile Wins (1928)
  - 73. Edison, Marconi & Co. (1928)
  - 74. Barnum & Ringling, Inc. (1928)
  - 75. Fair and Muddy (1928)
  - 76. Crazy House (1928)
  - 77. Growing Pains (1928)
  - 78. Election Day (1929)